# تي يوجين تومسون
تي يوجين تومسون (بالإنجليزية: Tilmer Eugene Thompson)‏ هو محامي أمريكي، ولد في 7 أغسطس 1927 في سانت بول في الولايات المتحدة، وتوفي بنفس المكان في 7 أغسطس 2015.